# Бельдичану, Николае
Николае Белдичану (рум. Nicolae Beldiceanu; 26 октября 1844, Преутешти — 2 февраля 1896, Яссы) — румынский поэт, прозаик, археолог.

## Биография
Образование получил в Михайлеанской академии (предшественнице Ясского университета). Как поэт, дебютировал в газете «Lumina» под редакцией Б. Хашдеу, сотрудничал с журналом «Convorbiri literare», где публиковал стихи романтического и пессимистического характера. Позже писал поэмы на социальные темы, экспериментирова с новаторскими метрическими формами.
Основал журналы Cultura (Культура, 1883) и Cercul literar (Литературный кружок, 1888—1889), был членом Научно-литературного общества Ясс и кружка «Джунимея» .
Как археолог, был увлечен и глубоко впечатлён доисторическими древностями, особенно присутствующими в Молдавии.
Первым написал о находках, найденных вблизи села Кукутень жудеца Яссы в регионе Западная Молдавия. Помогал четырём другим учёным в раскопках этого места в 1885 году и опубликовал статью под названием «Anticitățile de la Cucuteni» («Древности Кукутени») того же года. Это была первая статья о Культуре Триполье-Кукутень.
Похоронен на кладбище «Вечность» в Яссах.

## Избранные публикации
- Tala. Nuvelă contimporană, Iași, 1882
- Antichitățile de la Cucuteni article in the journal: Schiţă arheologică, 1885
- Elemente de istoria românilor, I—III, Iaşi, 1893—1894
- Poezii, Iași, 1893
- Doine, Iași, 1893
- Poezii, Bucharest, 1914